# The Voice Belgique
The Voice Belgique is een talentenjacht die uitgezonden wordt op La Une, het eerste net van de Belgische Franstalige openbare omroep RTBF. Het programma wordt gepresenteerd door Maureen Louys. De eerste editie werd uitgezonden tussen 20 december 2011 en 10 april 2012 en werd gewonnen door Roberto Bellarosa, die later dat jaar verkozen werd om België te vertegenwoordigen op het Eurovisiesongfestival in 2013 in het Zweedse Malmö. Het tweede seizoen werd in het voorjaar van 2013 uitgezonden en gewonnen door David Madi. Sindsdien vond het programma jaarlijks plaats en was het in 2017 aan de zesde editie toe. De opnames van The Voice Belgique vinden plaats in de Media Rives, de RTBF-studio naast het winkelcomplex Mediacité in Luik.
The Voice Belgique is de versie voor Franstalig België van het originele programma The voice of Holland, dat bedacht werd door John de Mol. In België bestaat er naast de Franstalige versie ook een Vlaamse versie, The Voice van Vlaanderen dat uitgezonden wordt op de VTM. Daarnaast is er ook een kinderversie onder de naam The Voice Kids Belgique.

## Overzicht
| Coaches            | Seizoen 1 | Seizoen 2 | Seizoen 3 | Seizoen 4 | Seizoen 5 | Seizoen 6 | Seizoen 7 | Seizoen 8 | Seizoen 9 | Seizoen 10 | Seizoen 11 | Seizoen 12 |
| ------------------ | --------- | --------- | --------- | --------- | --------- | --------- | --------- | --------- | --------- | ---------- | ---------- | ---------- |
| Lio                |           |           |           |           |           |           |           |           |           |            |            |            |
| Joshua             |           |           |           |           |           |           |           |           |           |            |            |            |
| Quentin Mosimann   |           |           |           |           |           |           |           |           |           |            |            |            |
| Beverly Jo Scott   |           |           |           |           |           |           |           |           |           |            |            |            |
| Natasha Saint-Pier |           |           |           |           |           |           |           |           |           |            |            |            |
| Marc Pinilla       |           |           |           |           |           |           |           |           |           |            |            |            |
| Bastian Baker      |           |           |           |           |           |           |           |           |           |            |            |            |
| Chimène Badi       |           |           |           |           |           |           |           |           |           |            |            |            |
| Jali               |           |           |           |           |           |           |           |           |           |            |            |            |
| Stanislas          |           |           |           |           |           |           |           |           |           |            |            |            |
| Cats on Trees      |           |           |           |           |           |           |           |           |           |            |            |            |
| BigFlo & Oli       |           |           |           |           |           |           |           |           |           |            |            |            |
| Matthew Irons      |           |           |           |           |           |           |           |           |           |            |            |            |
| Slimane            |           |           |           |           |           |           |           |           |           |            |            |            |
| Vitaa              |           |           |           |           |           |           |           |           |           |            |            |            |
| Typh Barrow        |           |           |           |           |           |           |           |           |           |            |            |            |
| Henri PFR          |           |           |           |           |           |           |           |           |           |            |            |            |
| Loïc Nottet        |           |           |           |           |           |           |           |           |           |            |            |            |
| Black M            |           |           |           |           |           |           |           |           |           |            |            |            |
| Christophe Willem  |           |           |           |           |           |           |           |           |           |            |            |            |
| Mentissa           |           |           |           |           |           |           |           |           |           |            |            |            |
| Hatik              |           |           |           |           |           |           |           |           |           |            |            |            |
| Axelle Red         |           |           |           |           |           |           |           |           |           |            |            |            |
| Hoshi              |           |           |           |           |           |           |           |           |           |            |            |            |

 kandidaat

### Samenvatting seizoenen
| Seizoen | Winnaar            | Runner-up                | 3de plaats         | 4de plaats                        | Winnende coach   | Presentatie   | Presentatie      | Coaches          | Coaches          | Coaches           | Coaches         |
| ------- | ------------------ | ------------------------ | ------------------ | --------------------------------- | ---------------- | ------------- | ---------------- | ---------------- | ---------------- | ----------------- | --------------- |
| 1       | Roberto Bellarosa  | Renato Bennardo          | Giusy Piccarreta   | Daisy Hermans                     | Quentin Mosimann | Maureen Louys | Adrien Devyer    | Beverly Jo Scott | Quentin Mosimann | Lio               | Joshua          |
| 2       | David Madi         | Robin Guérit             | Angy Sciacqua      | Michaël Meers                     | Marc Pinilla     | Maureen Louys | Adrien Devyer    | Beverly Jo Scott | Quentin Mosimann | Marc Pinilia      | Natasha St-Pier |
| 3       | Laurent Pagna      | Loïc Nottet              | Boris Motte        | Julie Carpino                     | Natasha St-Pier  | Maureen Louys | Adrien Devyer    | Beverly Jo Scott | Bastian Baker    | Marc Pinilia      | Natasha St-Pier |
| 4       | Florent Brack      | Carmen Araujo Santamaria | Tatiana Trenogina  | Thomas Damoiseaux                 | Chimène Badi     | Maureen Louys | Walid            | Beverly Jo Scott | Jali             | Stanislas         | Chimène Badi    |
| 5       | Laura Cartesiani   | Emma de Quick            | Olivier Kaye       | Christophe Wurm                   | Beverly Jo Scott | Maureen Louys | Walid            | Beverly Jo Scott | Quentin Mosimann | Stanislas         | Cats on Trees   |
| 6       | Théophile Rénier   | Tyana Plewacki           | Julien Michel      | Oriane Simon & Pierre de Neuville | Quentin Mosimann | Maureen Louys | Walid            | Beverly Jo Scott | Quentin Mosimann | Marc Pinilia      | Bigflo & Oli    |
| 7       | Valentine Brognion | Jeff Danes               | Stéphanie Euphoria | Soraya Slimani                    | Matthew Irons    | Maureen Louys | Cécile Djunga    | Beverly Jo Scott | Matthew Irons    | Slimane           | Vitaa           |
| 8       | Charlotte Foret    | Matteo Terzi             | Guillaume Vermeire | Nicholas Brynin                   | Matthew Irons    | Maureen Louys |                  | Vitaa            | Matthew Irons    | Slimane           | Typh Barrow     |
| 9       | Jérémie Makiese    | Alice Van Eesbeeck       | Sonita Ojong       | Orlane Willems                    | Beverly Jo Scott | Maureen Louys | Beverly Jo Scott | Loïc Nottet      | Henri PFR        |                   | Typh Barrow     |
| 10      | Alec Goldard       | Valentijn Martens        | Maysha Capoul      | Sekina Bensilia                   | Beverly Jo Scott | Maureen Louys | Beverly Jo Scott | Fanny Jandrain   | Black M          | Christophe Willem | Typh Barrow     |
| 11      | Emma Sorgato       | Alyah Lukunku            | Clément Corrillon  | Alexandre Houard                  | Beverly Jo Scott | Maureen Louys | Beverly Jo Scott |                  | Mentissa         | Christophe Willem | Hatik           |
| 12      |                    |                          |                    |                                   |                  | Maureen Louys | Axelle Red       | Loïc Nottet      | Hoshi            | Christophe Willem |                 |